# Valea Călugărească
Valea Călugărească es una comuna ubicada en el distrito de Prahova, Rumania.

## Superficie
Posee una superficie de 52,17 kilómetros cuadrados.

## Demografía
Hasta 2021 la población era de 10 096 habitantes, con una densidad de población de 193,5 habitantes por kilómetro cuadrado.